# Xestia sachalinensis
Xestia sachalinensis là một loài bướm đêm trong họ Noctuidae.